# Ricominciamo/Hi-fi
Ricominciamo/Hi-fi è un singolo di Adriano Pappalardo, prodotto da Celso Valli e pubblicato nel 1979 dalla RCA Italiana.

## Tracce
1. Ricominciamo – 3:42 (Luigi Albertelli e Bruno Tavernese)
2. Hi-fi – 3:44 (Adriano Pappalardo e Alvaro Guglielmi)

Durata totale: 7:26

## Ricominciamo
Ricominciamo è la più celebre canzone di Pappalardo, incisa anche in spagnolo con il titolo Recomencemos, testo di Buddy Mary McCluskey, inserita nell'album omonimo. In seguito il brano è stato eseguito da altri artisti, tra i quali Mina e gli Après La Classe, è stato utilizzato come sigla finale della trasmissione televisiva Mai dire gol nella stagione 1995-1996.
Nel 2020 la canzone viene utilizzata per lo spot di Unieuro per la campagna durante l'emergenza Covid-19.